# Constitution de la république populaire de Chine de 1954
La Constitution de la république populaire de Chine de 1954 a été adoptée à l'unanimité  et promulguée le 20 septembre 1954, à l'issue de la première session du premier Congrès national du peuple à Beijing.
Cette constitution est la première constitution de la République populaire de Chine, après le Programme commun du Front uni qui lui servit de statut ou constitution provisoire dès son instauration le 29 septembre 1949.

## Principaux éléments de la constitution
La Constitution a établi le président de la république populaire de Chine en tant que chef de l'État et le premier ministre du Conseil d'État en tant que chef du gouvernement. Le Conseil d'État était le plus haut organe exécutif, tandis que l'Assemblée nationale populaire détenait l'autorité législative. Les tribunaux populaires avaient un pouvoir judiciaire. 
Pendant la révolution culturelle, la constitution a été amendée au début de 1970 par le Comité central du Parti communiste chinois, abolissant la fonction de président de la République et transférant les fonctions cérémonielles au président du Congrès national du peuple.  
En 1975, elle a été remplacée par une nouvelle constitution.